# پلگرینو ماتاراتزو
پلگرینو ماتاراتزو (ایتالیایی: Pellegrino Matarazzo؛ زادهٔ ۲۸ نوامبر ۱۹۷۷) بازیکن بازنشسته و سرمربی فوتبال اهل آلمان است که در حال حاضر هدایت باشگاه فوتبال هوفنهایم در بوندس‌لیگا را برعهده دارد.
وی که پیش‌از این در رده‌ی جوانان برای باشگاه فوتبال نورنبرگ و هوفنهایم بازی کرده‌است در دسامبر ۲۰۱۹ به عنوان سرمربی باشگاه فوتبال اشتوتگارت منصوب شد.
وی که از خانواده‌ای ایتالیایی در فایر لاون، نیوجرسی ایالات متحده زاده شده از سال ۲۰۰۰ در کشور آلمان سکونت دارد.